# Бхагерат
Бхагерат (д/н — бл. 415) — дхармамагараджахіраджа держави Кадамба в 385/390—415 роках.

## Життєпис
Син дхармамагараджахіраджи Кангавармана. Спадкував владу 385/390 року. Напис на Талагунді описує Бхагірата як «єжиного володаря землі Кадамба» та «великого Сагару» (просвітленого), що, на думку низки дослідників, свідчить про здобуття незалежності від держави Вакатака-Вацагулма. Припускають, що це могло трапитися внаслідок послаблення останнього за панування Праварасени II. Разом з тим сучасні написи Вакатаки цього не підтверджують. Можливо перемога була, але над іншим ворогом.
Декілька вчених ототожнюють Бхагірата з неназваним «правителем країни Кунтала» (Кунталешварою), який прийняв посольство на чолі із Калідасою від магараджахіраджи Чандрагупти II.
Йому спадкував старший син Раґгу.